# Canthidium viridicolle
Canthidium viridicolle är en skalbaggsart som beskrevs av Blanchard 1846. Canthidium viridicolle ingår i släktet Canthidium och familjen bladhorningar. Inga underarter finns listade.